# Angles (The Strokes)
Angles è il quarto album in studio del gruppo musicale statunitense The Strokes, pubblicato il 21 marzo 2011.

## Descrizione
Angles è stato registrato a casa del chitarrista Albert Hammond, Jr. e prodotto da loro stessi, a eccezione della traccia Life Is Simple in the Moonlight, che è stata registrata con il produttore Joe Chiccarelli. Il bassista Nikolai Fraiture ha parlato dell'album come di "un ritorno alle origini", suggerendo che le canzoni saranno caratterizzate da uno stile simile a quello del primo album, Is This It. Hammond ha spiegato il titolo dell'album dicendo "È il prodotto dato da cinque persone differenti tra loro"
Il primo singolo atto a promuovere Angles, Under Cover of Darkness, è stato pubblicato il 9 febbraio 2011 come download gratuito dal sito della band. Inoltre, l'intero album è stato reso disponibile in streaming sul sito web ufficiale della band alcuni giorni prima della sua pubblicazione ufficiale.

## Tracce
Testi e musiche di The Strokes.
1. Machu Picchu – 3:32
2. Under Cover of Darkness – 3:57
3. Two Kinds of Happiness – 3:43
4. You're So Right – 2:33
5. Taken for a Fool – 3:24
6. Games – 3:54
7. Call Me Back – 3:03
8. Gratisfaction – 2:58
9. Metabolism – 3:04
10. Life Is Simple in the Moonlight – 4:15

## Formazione
- Julian Casablancas – voce
- Nick Valensi – chitarra
- Albert Hammond Jr. – chitarra
- Nikolai Fraiture – basso
- Fabrizio Moretti – batteria

## Classifiche
| Classifica (2011-22) | Posizione massima |
| -------------------- | ----------------- |
| Australia            | 1                 |
| Austria              | 9                 |
| Belgio (Fiandre)     | 18                |
| Belgio (Vallonia)    | 17                |
| Canada               | 4                 |
| Danimarca            | 18                |
| Finlandia            | 31                |
| Grecia               | 25                |
| Irlanda              | 3                 |
| Italia               | 20                |
| Messico              | 15                |
| Norvegia             | 19                |
| Nuova Zelanda        | 6                 |
| Paesi Bassi          | 23                |
| Portogallo           | 3                 |
| Stati Uniti          | 4                 |
| Svezia               | 21                |
| Svizzera             | 6                 |